# Бережковское сельское поселение
Бережко́вское се́льское поселе́ние — муниципальное образование в составе Волховского района Ленинградской области. Административный центр — деревня Бережки.

## Географические данные
Поселение расположено на правом берегу реки Волхов в южной части района, граничит с Киришским районом.
По территории поселения проходят автодороги:
- 41К-022 (Кириши — Городище — Волхов)
- 41К-057 (Ульяшево — Подвязье — Мыслино)
- 41К-373 (Бережки — Заднево)
- 41К-396 (Заднево — Хотово)

Расстояние от административного центра поселения до районного центра — 30 км.
Площадь поселения составляет 405,45 км².

## История
После Великой Отечественной войны центр Прусыногорского сельсовета был перенесён в деревню Бережки. 16 июня 1954 года к Прусыногорскому сельсовету присоединён Братовищенский сельсовет, а 16 сентября 1960 года — Заречский сельсовет.
18 января 1994 года постановлением главы администрации Ленинградской области № 10 «Об изменениях административно-территориального устройства районов Ленинградской области» Прусыногорский сельсовет преобразован в Бережковскую волость.
1 января 2006 года в соответствии с областным законом № 56-оз от 6 сентября 2004 года «Об установлении границ и наделении соответствующим статусом муниципального образования Волховский муниципальный район и муниципальных образований в его составе» образовано Бережковское сельское поселение, в которое вошла территория бывшей Бережковской волости.

## Население
| 2006  | 2010  | 2011  | 2012  | 2013  | 2014  | 2015  |
| ----- | ----- | ----- | ----- | ----- | ----- | ----- |
| 1600  | ↘1574 | ↘1571 | ↗1587 | ↗1648 | ↘1628 | ↗1631 |
| 2016  | 2017  | 2018  | 2019  | 2020  | 2021  | 2023  |
| ↘1615 | ↘1609 | ↘1578 | ↗1591 | ↘1567 | ↘1215 | ↘1170 |
| 2024  | 2025  |       |       |       |       |       |
| ↘1144 | ↘1120 |       |       |       |       |       |

## Состав сельского поселения
В состав поселения входит 20 населённых пунктов:
| №  | Населённый пункт | Тип населённого пункта          | Население    |
| -- | ---------------- | ------------------------------- | ------------ |
| 1  | Бережки          | деревня, административный центр | ↘1024 (2017) |
| 2  | Блитово          | деревня                         | ↗8 (2017)    |
| 3  | Братовище        | деревня                         | ↘11 (2017)   |
| 4  | Вельца           | деревня                         | ↘34 (2017)   |
| 5  | Волхов           | посёлок                         | ↘45 (2017)   |
| 6  | Гнилка           | деревня                         | ↘14 (2017)   |
| 7  | Заднево          | деревня                         | ↘31 (2017)   |
| 8  | Замошье          | деревня                         | ↗58 (2017)   |
| 9  | Заовражье        | деревня                         | ↗6 (2017)    |
| 10 | Запорожье        | деревня                         | ↗165 (2017)  |
| 11 | Заречье          | деревня                         | ↗65 (2017)   |
| 12 | Каменка          | деревня                         | ↗5 (2017)    |
| 13 | Кирилловка       | деревня                         | ↗3 (2017)    |
| 14 | Моисеево         | деревня                         | ↗9 (2017)    |
| 15 | Панево           | деревня                         | →0 (2017)    |
| 16 | Прусынская Горка | деревня                         | ↗101 (2017)  |
| 17 | Прусыня          | деревня                         | ↗12 (2017)   |
| 18 | Ульяшево         | деревня                         | ↘4 (2017)    |
| 19 | Хотуча           | деревня                         | ↘44 (2017)   |
| 20 | Черноручье       | деревня                         | ↗11 (2017)   |